# Los Reyes, Cardonal
Los Reyes är en ort i Mexiko.   Den ligger i kommunen Cardonal och delstaten Hidalgo, i den sydöstra delen av landet, 120 km norr om huvudstaden Mexico City. Los Reyes ligger 1 829 meter över havet och antalet invånare är 257.
Terrängen runt Los Reyes är kuperad åt nordost, men åt sydväst är den platt. Runt Los Reyes är det ganska tätbefolkat, med 60 invånare per kvadratkilometer. Närmaste större samhälle är Ixmiquilpan, 12,5 km sydväst om Los Reyes. Trakten runt Los Reyes består i huvudsak av gräsmarker.